# Bouville (Essonne)
Bouville és un municipi francès, situat al departament de l'Essonne i a la regió de Illa de França. L'any 2007 tenia 646 habitants.
Forma part del cantó d'Étampes, del districte d'Étampes i de la Comunitat d'aglomeració de l'Étampois Sud-Essonne.

## Demografia

### Població
El 2007 la població de fet de Bouville era de 646 persones. Hi havia 249 famílies, de les quals 54 eren unipersonals (33 homes vivint sols i 21 dones vivint soles), 87 parelles sense fills, 96 parelles amb fills i 12 famílies monoparentals amb fills.
La població ha evolucionat segons el següent gràfic:
Habitants censats

### Habitatges
El 2007 hi havia 294 habitatges, 250 eren l'habitatge principal de la família, 22 eren segones residències i 22 estaven desocupats. 283 eren cases i 7 eren apartaments. Dels 250 habitatges principals, 223 estaven ocupats pels seus propietaris, 16 estaven llogats i ocupats pels llogaters i 11 estaven cedits a títol gratuït; 5 tenien una cambra, 5 en tenien dues, 29 en tenien tres, 48 en tenien quatre i 163 en tenien cinc o més. 206 habitatges disposaven pel capbaix d'una plaça de pàrquing. A 85 habitatges hi havia un automòbil i a 155 n'hi havia dos o més.

### Piràmide de població
La piràmide de població per edats i sexe el 2009 era:
| Homes | Edats   | Dones |
| ----- | ------- | ----- |
| 0     | 95 o +  | 0     |
| 0     | 90 a 94 | 8     |
| 4     | 85 a 89 | 0     |
| 0     | 80 a 84 | 0     |
| 12    | 75 a 79 | 12    |
| 12    | 70 a 74 | 8     |
| 4     | 65 a 69 | 16    |
| 20    | 60 a 64 | 8     |
| 20    | 55 a 59 | 24    |
| 16    | 50 a 54 | 28    |
| 16    | 45 a 49 | 24    |
| 28    | 40 a 44 | 4     |
| 24    | 35 a 39 | 20    |
| 16    | 30 a 34 | 16    |
| 16    | 25 a 29 | 24    |
| 20    | 20 a 24 | 20    |
| 20    | 15 a 19 | 8     |
| 0     | 10 a 14 | 20    |
| 4     | 5 a 9   | 16    |
| 8     | 0 a 4   | 12    |

## Economia
El 2007 la població en edat de treballar era de 434 persones, 324 eren actives i 110 eren inactives. De les 324 persones actives 303 estaven ocupades (162 homes i 141 dones) i 20 estaven aturades (9 homes i 11 dones). De les 110 persones inactives 49 estaven jubilades, 40 estaven estudiant i 21 estaven classificades com a «altres inactius».

### Ingressos
El 2009 a Bouville hi havia 233 unitats fiscals que integraven 624 persones, la mediana anual d'ingressos fiscals per persona era de 25.021 €.

### Activitats econòmiques
Dels 29 establiments que hi havia el 2007, 1 era d'una empresa de fabricació de material elèctric, 4 d'empreses de fabricació d'altres productes industrials, 8 d'empreses de construcció, 4 d'empreses de comerç i reparació d'automòbils, 3 d'empreses d'hostatgeria i restauració, 1 d'una empresa financera, 2 d'empreses immobiliàries, 4 d'empreses de serveis i 2 d'empreses classificades com a «altres activitats de serveis».
Dels 9 establiments de servei als particulars que hi havia el 2009, 1 era un guixaire pintor, 2 fusteries, 1 electricista, 2 empreses de construcció, 1 perruqueria i 2 restaurants.
L'únic establiment comercial que hi havia el 2009 era una botiga de menys de 120 m².
L'any 2000 a Bouville hi havia 8 explotacions agrícoles que ocupaven un total de 992 hectàrees.

## Equipaments sanitaris i escolars
El 2009 hi havia una escola maternal integrada dins d'un grup escolar amb les comunes properes formant una escola dispersa.

## Poblacions properes
El següent diagrama mostra les poblacions més properes.